# 広島県道197号海田市停車場線
広島県道197号海田市停車場線（ひろしまけんどう197ごう かいたいちていしゃじょうせん）は、広島県安芸郡海田町を通る一般県道である。

## 概要
JR西日本山陽本線・呉線 海田市駅から広島県道151号府中海田線交点を結ぶ。
呉線と山陽本線の交差部高架事業が実現したときは、区間が変更される可能性がある。

### 路線データ
- 起点：広島県安芸郡海田町窪町（JR西日本山陽本線・呉線 海田市駅前）
- 終点：広島県安芸郡海田町窪町（広島県道151号府中海田線交点）
- 総延長：323 m

## 地理

### 通過する自治体
- 広島県
  - 安芸郡海田町

### 交差する道路
| 交差する道路            | 交差する場所 | 交差する場所 |
| ----------------------- | ------------ | ------------ |
| 広島県道151号府中海田線 | 窪町         | 終点         |

### 沿線
- JR西日本山陽本線・呉線 海田市駅